# Rockchip

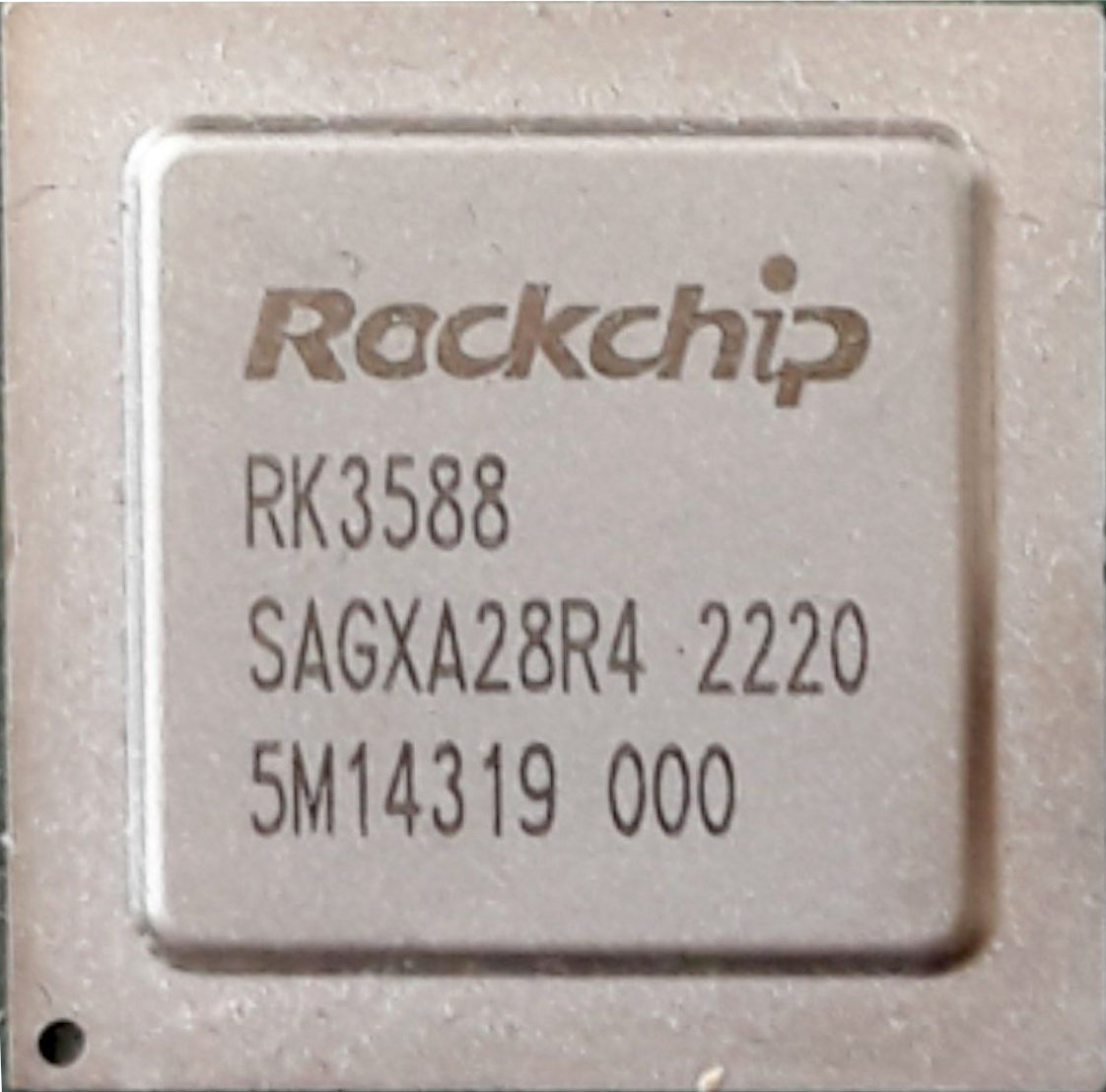
Rockchip RK3588

Fuzhou Rockchip Electronics Co., Ltd. (chiń. 瑞芯微电子股份有限公司) – chińskie przedsiębiorstwo z branży półprzewodnikowej. Zajmuje się tworzeniem układów scalonych do zastosowania w smartfonach, tabletach, dekoderach telewizyjnych i innych urządzeniach elektronicznych.
Przedsiębiorstwo zostało założone w 2001 roku, a swoją siedzibę ma w Fuzhou. Oprócz tego posiada swoje oddziały w Shenzhen, Szanghaju, Pekinie, Hangzhou oraz w Hongkongu i Republice Chińskiej.